# Dieffenbachia brittonii
Dieffenbachia brittonii är en kallaväxtart som beskrevs av Adolf Engler. Dieffenbachia brittonii ingår i släktet prickbladssläktet, och familjen kallaväxter. Inga underarter finns listade.